# Дара Нијагара
Дара Нијагара главна је јунакиња истоименог стрипа Десанке Десе Глишић, једне од првих српских карикатуристкиња. Први пут се појавила 1954. године на странама сатиричног часописа Јеж. Била је изузетно популарна у тадашњем југословенском друштву, мада су реакције јавности биле подељене. Лик згодне, младе, слободоумне жене једнима се свиђао, док су други сматрали да „квари невину омладину”.
Иако је одштампано само 15 каишева са ликом Даре Нијагаре, ова јунакиња стекла је статус легенде.

## Настанак Даре Нијагаре
Дара Нијагара први пут се појављује на странама сатиричног часописа Јеж 1954. године. Према речима ауторке, инспирација за овај лик била је глумица Мерлин Монро. После приказивања филма Нијагара Деса је одлучила да створи своју, „домаћу жену, која по сваку цену хоће да изгледа као странкиња. После бонова и тачкица у Београду су се појавили комисиони. Неке девојке и жене почеле су да се одевају смешно и да претерују, па је Деса у њима проналазила инспирацију за своје ликове. У то време није било других часописа у којима се могло видети наго женско тело, па је због својих провокативних цртежа често наилазила и на осуду јавности.
Према мишљењу многих теоретичара стрипа и карикатуре, узор за лик Даре Нијагаре била је млада позоришна и филмска глумица, чланица првог уметничког ансамбла Југословенског драмског позоришта, Соња Хлебш. Соњу Хлебш пратио је глас да је „фатална жена”, а она се са тим тешко носила. Згодна плавуша модрих очију, изазовних усана и дивног стаса пленила је на сцени, пред камерама, али и на београдским улицама. Никада није била парадигма симпатичне ограничености, каквима се плавуше приказују у вицевима већ напротив, духовита и брзомислећа.

## Карактеристике лика
Дара Нијагара је  згодна, млада девојка тамне косе, често скупљене у коњски реп, облих бокова, истурених груди и танких глежњева. Њени женски атрибути намерно су пренаглашени. Увек је весела, врцава и дотерана — нашминкана и обучена по последњој моди. У црној краткој хаљини која открива витке ноге, на високим потпетицама уздигнуте главе шета београдским улицама. Она прати инострану моду, облачи се слободније и редован је гост комисиона. Као ни други Десини женски ликови, ни Дара „никада није била порно нити вулгарна”, како је сама ауторка изјавила у интервју за лист Зум репортер 1984. године. Ипак, њена блага еротичност узбуђивала је јавност. Како је она производ времена без листова са еротским или порнографским садржајима, чак и гола нога Даре Нијагаре изазивала је одушевљење једног дела публике, док су је други баш због тога критиковали.

### Други женски цртани ликови Десе Глишић
Дара Нијагара била је најпопуларнији, али не и једини женски лик који је створила Деса Глишић. Поред ње најпознатије биле Цица, Мица и Перка Фармерка. Све њене јунакиње, а посебно Дара Нијагара, биле веселе, врцаве, дотеране жене, увек нашминкане и обучене по последњој моди, али никада вулгарне. Све девојке и жене су хтеле да се облаче као јунакиње Десиних карикатура. Подсмехујући се малим женским претеривањима, подсмехивала се менталитету, понашању и примитивизму, али никад физичким недостацима.

## Друштвени утицај
Деса Глишић бавила се друштвеним и политичким темама са „префињеном женском иронијом”, за разлику од других карикатуриста који су им прилазили са више жестине и горчине. На њиховим карикатурама предмет подсмеха углавном су били тадашњи инострани званичници, док је Деса политику посматрала кроз наочаре модне сцене. Њени јунаци су, примећује, увек били одевени по последњој моди. Није се задржавала на политичким личностима већ је уводила и „обичне младиће и девојке са београдског асфалта", како бележи Слободан Новаковић у књизи посвећеној српским карикатуристима. Њене карикатуре биле су атрактивне и јако популарне, она је њима диктирала дневну моду. Све девојке и жене су хтеле да се облаче као и њене јунакиње. 
Половином 20. века, једни су хвалили њене цртеже и нестрпљиво ишчекивали нови број, док су је други критиковали јер „квари невину омладину”. Десине карикатуре представљале су метафору времена и друштва које се отварало ка свету. Њене лепотице, у време када се ни сличне фотографије нису могле замислити у југословенској штампи затрпаној дугим рефератима и резолуцијама, почеле су да привлаче пажњу најшире јавности. Била је изузетно популарна у тадашњем југословенском друштву, мада су реакције јавности биле подељене. Лик згодне, младе, слободоумне жене једнима се свиђао, док су други сматрали да „квари невину омладину”.
О својим женским ликовима Деса Глишић, у интервјуу за часопис Зум репортер, каже:
| „ | Жену треба посматрати двоструко. Најпре као жену/човека, потом као жену/жену. То је оно, знате, волим Перу, а Мика ми је тезга. То је женска природа и не може да се исклеше као скулптура у дрвету. И ви је не бисте другачију. Вама је потребна жена која ће бити интелектуалка, мајка, домаћица, женка која неће мирисати на паприкаш. Зато моје карикатуре жене више привлаче, одишу љупкошћу, него што одбијају. | ” |

Јана Адамовић, призната српска стрип уметница, о свом виђењу Даре Нијагаре:
| „ | Истражујући о њој, схватила сам да је њена Дара Нијагара имала утицај на друштво у бившој Југославији и да су сви то читали. | ” |